# Aller-retour dans la journée
Pour les articles homonymes, voir Aller retour (homonymie).
Aller-retour dans la journée est un téléfilm français réalisé par Pierre Sisser en 2006.

## Synopsis
Difficile pour Élise de voir son fils François. PDG du deuxième groupe pétrolier européen, il est toujours pressé et surtout très pris par ses obligations professionnelles. Certes, François prend la peine d'appeler sa vieille mère tous les jeudis. Mais la conversation ne dure jamais plus de deux minutes. Et s'il n'oublie jamais l'anniversaire d'Élise, lui envoyant chaque année un somptueux bouquet, il ne trouve jamais le temps de revenir dans la maison de son enfance. C'est pourtant de ça dont rêve Élise, de retrouver le plaisir simple d'un café en tête-à-tête. Comment faire pour convaincre François ? Élise ne voit d'autre solution que de mentir. Elle annonce à son fils que Mélanie, sa nourrice adorée, n'est plus de ce monde et qu'elle sera enterrée le lendemain. La nouvelle tombe en plein comité de direction. Mais François n'a d'alternative que de faire l'aller-retour dans la journée pour assister aux prétendues obsèques…

## Fiche technique
- Réalisation : Pierre Sisser
- Scénario : Jacques Santamaria
- Décors : Jean-Pascal Chalard
- Costumes : Sylvie Laskar
- Photographie : Serge Dell'Amico
- Casting : Stéphanie Davidian
- Montage : Dominique Mazzoleni
- Musique : Carolin Petit
- Production :
  - Producteur : Lissa Pillu
  - Producteur exécutif : Rosine Robiolle
  - Producteur délégué : Christophe Marguerie
  - Coproduction : Christophe Louis
- Sociétés de production : Telecip Productions, RTL-TVi, BE-FILMS
- Pays :  France
- Genre : comédie
- Durée : 90 minutes
- Date de première diffusion : 30 mai 2007 sur France 2

## Distribution
- Line Renaud : Élise Villedieu
- Pierre Arditi : François Villedieu-Lacour
- Karine Belly : Karine
- Guillaume Delorme: Julien
- Isabelle Sadoyan : Mélanie
- Géraldine Loup : Charlotte
- Anne Plumet : La directrice de la maison de retraite
- Alexandre Thibault : Papa
- Audrey Beaulieu : Serveuse station Elmi
- Joël Besse : Pompiste Faxol
- Jean-Luc Borras : Gendarme 1
- Fanny Buchholz : Petite fille station
- Cathy Darietto : Secrétaire particulière
- Joël Demarty : Gérant station Elmi
- Pascal Perroz : Directeur des stratégies
- Monique Tostee : Vieille dame
- Brigitte Virtudes : Madame Da Silva